# Gibbney Island
Gibbney Island (in Norwegen Bryggeholmen, deutsch Ladeplatzinsel) ist eine Insel vor der Mawson-Küste des ostantarktischen Mac-Robertson-Lands. Sie liegt auf der Westseite der Holme Bay.
Luftaufnahmen, die bei der Lars-Christensen-Expedition 1936/37 entstanden, dienten norwegischen Kartografen für die Kartierung der Insel. Das Antarctic Names Committee of Australia änderte die von den Norwegern vorgenommene Benennung und benannte die Insel nach Leslie F. Gibbney (* 1923), im Jahr 1952 Leiter der Forschungsstation der Australian National Antarctic Research Expeditions auf der Insel Heard im südlichen Indischen Ozean.